# Claudio Jorquera
Claudio Jorquera es un entrenador chileno de baloncesto que actualmente dirige al Club Bàsquet L'Hospitalet de la Liga LEB Plata.

## Trayectoria
Jorquera comenzó su carrera en los banquillos como técnico en el Club Deportivo Colegio Los Leones de Quilpué de la Liga Nacional de Básquetbol de Chile al que dirigió desde 2011 a 2020.
Durante las nueve temporadas en el conjunto de Quilpué, lograría ser vencedor de la Conferencia Centro en 2018 y 2019, de la Copa Chile en 2016 y de la Libcentro en 2016.
El 26 de mayo del 2017, se convierte en entrenador de la Selección de baloncesto de Chile, a la que dirigió para la clasificación de la Copa Mundial de Baloncesto de 2019, ocupando su cargo hasta el 13 de noviembre de 2018.
Desde 2011 a 2020, también ejerció como entrenador asistente de la Selección femenina de baloncesto de Chile.
En 2020, llega a España para trabajar como director deportivo del JAC Sants de Barcelona y ser entrenador asistente de Xavi Monferrer en el equipo de Liga EBA.
En la temporada 2021-22, firma como entrenador asistente de Mateo Rubio Díaz en el Club Bàsquet Cornellà de la Liga LEB Plata, en el que trabaja durante dos temporadas.
El 27 de junio de 2023, firma como entrenador del Club Bàsquet L'Hospitalet de la Liga LEB Plata.

## Clubs
- 2011-2020. Club Deportivo Colegio Los Leones de Quilpué. Liga Nacional de Básquetbol de Chile. Primer entrenador.
- 2017-2018. Selección de baloncesto de Chile
- 2011-2020. Selección femenina de baloncesto de Chile. Asistente.
- 2020-2021. JAC Sants. Liga EBA. Asistente.
- 2021-2023. Club Bàsquet Cornellà. Liga LEB Plata. Asistente.
- 2023-actualidad. Club Bàsquet L'Hospitalet. Liga LEB Plata. Primer entrenador.
- 2025-actualidad. Marinos de oriente Superliga de baloncesto Venezuela. Primer entrenador.

## Palmarés
Torneos nacionales masculinos
- Ganador Conferencia Centro (2): 2018, 2019.[4][5]
- Copa Chile (1): 2016.
- Libcentro (1): 2016.
  - Subcampeón Liga Nacional de Básquetbol (2): 2018, 2019.
  - Subcampeón Libcentro (1): 2012.